# Carlos Andrés y Morell
Carlos Andrés y Morell (Planes, 1753-Valencia, 5 de enero de 1820) fue un filósofo, traductor y abogado español, diputado por el distrito de Alcoy en las Cortes de Cádiz. Hermano menor y colaborador de Juan Andrés, autor principal de la Escuela Universalista Española del siglo XVIII.

## Biografía
Nacido en Planes en el año 1753 y perteneciente a la nobleza, era abogado de los Reales Consejos. Nombrado diputado suplente por la provincia de Valencia, fue elegido por los cincuenta y uno electores correspondientes, el día 14 de febrero de 1810 en el Ayuntamiento, siendo aprobado su poder por las Cortes el 12 de junio de 1811, al sustituir al diputado electo José Lledó, que, aunque había sido elegido el 2 de febrero de 1810, no pudo asistir por ser apresado por los franceses. Juró y tomó posesión de su cargo en la sesión del día 12 de junio de 1811. De pensamiento conservador, muy en la línea del de Borrull, mostró una actitud algo condescendiente con el obispo de Orense en su enfrentamiento con las Cortes de Cádiz y, cuando se discutió el tercer reglamento de la Regencia, votó en la línea de los que hacían valer el peligro de que aquella se convirtiera en prácticamente invulnerable y que se cayera en una especie de despotismo ministerial. Formó parte de la comisión encargada de examinar las proposiciones y expedientes presentados por el diputado Garcés sobre la Serranía de Ronda, compuesta de tres diputados. Votó a favor de la pervivencia del tributo llamado Voto de Santiago. Por lo cual es uno de los fundadores de la Constitución de Cádiz de 1812.
Escritor y traductor, era miembro de la Academia de Florencia. En 1817, rehusó el cargo de Oidor de la Audiencia de Mallorca que el monarca Fernando VII le otorgaba. Murió en 1820.
- Datos: Q3816223